# Lonicera heterotricha
Lonicera heterotricha är en kaprifolväxtart som beskrevs av Antonina Ivanovna Pojarkova och Zakirov. Lonicera heterotricha ingår i släktet tryar, och familjen kaprifolväxter. Inga underarter finns listade i Catalogue of Life.